# Centromedon pumilus
Centromedon pumilus är en kräftdjursart som först beskrevs av Wilhelm Lilljeborg 1865. Enligt Catalogue of Life ingår Centromedon pumilus i släktet Centromedon och familjen Uristidae, men enligt Dyntaxa är tillhörigheten istället släktet Centromedon och familjen Lysianassidae. Arten är reproducerande i Sverige. Inga underarter finns listade i Catalogue of Life.